# Laposhasú pikó
A laposhasú pikó (Pungitius platygaster) a sugarasúszójú halak (Actinopterygii) osztályának a pikóalakúak (Gasterosteiformes) rendjébe, ezen belül a pikófélék (Gasterosteidae) családjába tartozó faj.

## Előfordulása
A laposhasú pikó elterjedési területe a sekély, dús növényzetű vizek a Fekete-, Azovi- és Kaszpi-tenger brakkvízövezetében, valamint az Aral-tóban. Előfordul édesvizű tavakban is, például az Urál környéki Karkal-tóban. A Dunában Belgrádig hatolt fel.

## Megjelenése
A hal testhossza 4-6 centiméter, legfeljebb 7 centiméter. Hátán 7-12, általában 8-9 szabadon álló, hátrafelé irányuló, mozgatható tüske van, amelyek a farokállású hátúszó lágy sugarú része előtt helyezkednek el. Hasúszóin erős, fogazott tüskék vannak. Fején és testén nincsenek pikkelyek, csak a jól fejlett oldalvonal mentén van egy sor vékony csontlemez, amelyek nem terjednek ék alakban a faroknyélre. Háta kékeszöld, hasa ezüstszínű, zöld fémfénnyel.

## Életmódja
Tápláléka gerinctelen állatok, például apró rákok és rovarlárvák.

## Szaporodása
Április - májusban ívik. A hím egy általa készített fészekben őrzi és gondozza az ikrákat és az ivadékot.